# Fontaine-la-Mallet
Pour les articles homonymes, voir Fontaine et Mallet.
Fontaine-la-Mallet est une commune française située dans le département de la Seine-Maritime en région Normandie.

## Géographie

### Description
La commune est une commune normande limitrophe du Havre, située sur le plateau surplombant la rive droite de la Seine.
Une partie de la forêt de Rouelle recouvre l'est de la commune, et au sud le bois des Marettes, qui est une extension de la forêt de Mongeon, a été largement détruit pour la construction de la rocade Nord du Havre.

### Communes limitrophes
Les communes limitrophes sont  Le Havre, Montivilliers et Octeville-sur-Mer.
| Octeville-sur-Mer |          | Montivilliers |
| Octeville-sur-mer | Fontaine |               |
| Le Havre          | Le Havre | Le Havre      |

### Hydrographie
La commune est située dans le bassin Seine-Normandie. Elle est drainée par la Rouelles,.

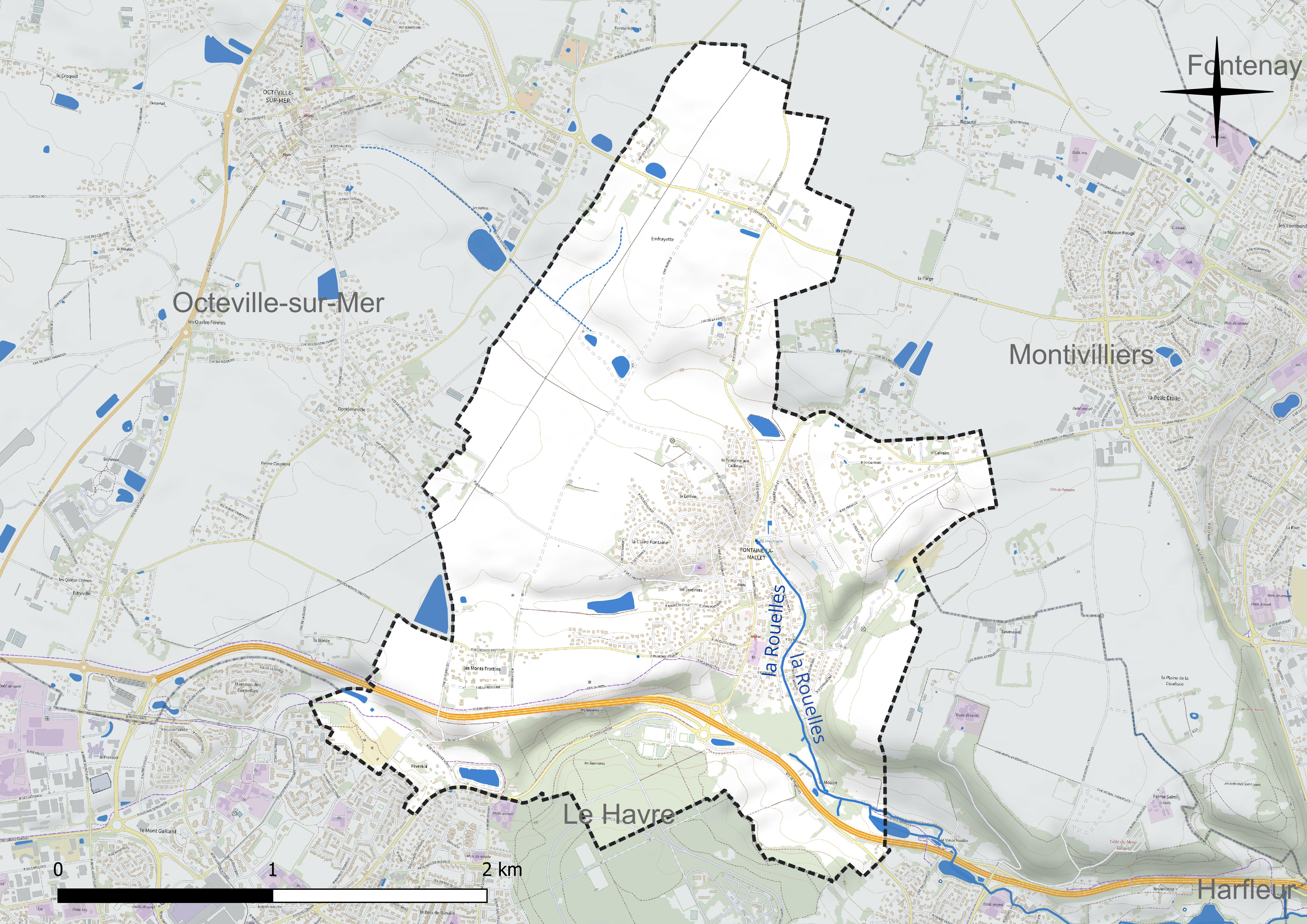
Réseau hydrographique de Fontaine-la-Mallet.

### Climat
Pour des articles plus généraux, voir Climat de la Normandie et Climat de la Seine-Maritime.
En 2010, le climat de la commune est de type climat océanique franc, selon une étude du CNRS s'appuyant sur une série de données couvrant la période 1971-2000. En 2020, Météo-France publie une typologie des climats de la France métropolitaine dans laquelle la commune est exposée à un climat océanique et est dans la région climatique Côtes de la Manche orientale, caractérisée par un faible ensoleillement (1 550 h/an) ; forte humidité de l’air (plus de 20 h/jour avec humidité relative > 80 % en hiver), vents forts fréquents. Parallèlement le GIEC normand, un groupe régional d’experts sur le climat, différencie quant à lui, dans une étude de 2020, trois grands types de climats pour la région Normandie, nuancés à une échelle plus fine par les facteurs géographiques locaux. La commune est, selon ce zonage, exposée à un « climat maritime », correspondant au Pays de Caux, frais, humide et pluvieux, légèrement plus frais que dans le Cotentin.
Pour la période 1971-2000, la température annuelle moyenne est de 10,4 °C, avec une amplitude thermique annuelle de 13,2 °C. Le cumul annuel moyen de précipitations est de 878 mm, avec 13 jours de précipitations en janvier et 8,5 jours en juillet. Pour la période 1991-2020, la température moyenne annuelle observée sur la station météorologique la plus proche, située sur la commune de Octeville-sur-Mer à 3 km à vol d'oiseau, est de 11,5 °C et le cumul annuel moyen de précipitations est de 790,7 mm,. Pour l'avenir, les paramètres climatiques de la commune estimés pour 2050 selon différents scénarios d’émission de gaz à effet de serre sont consultables sur un site dédié publié par Météo-France en novembre 2022.

## Urbanisme

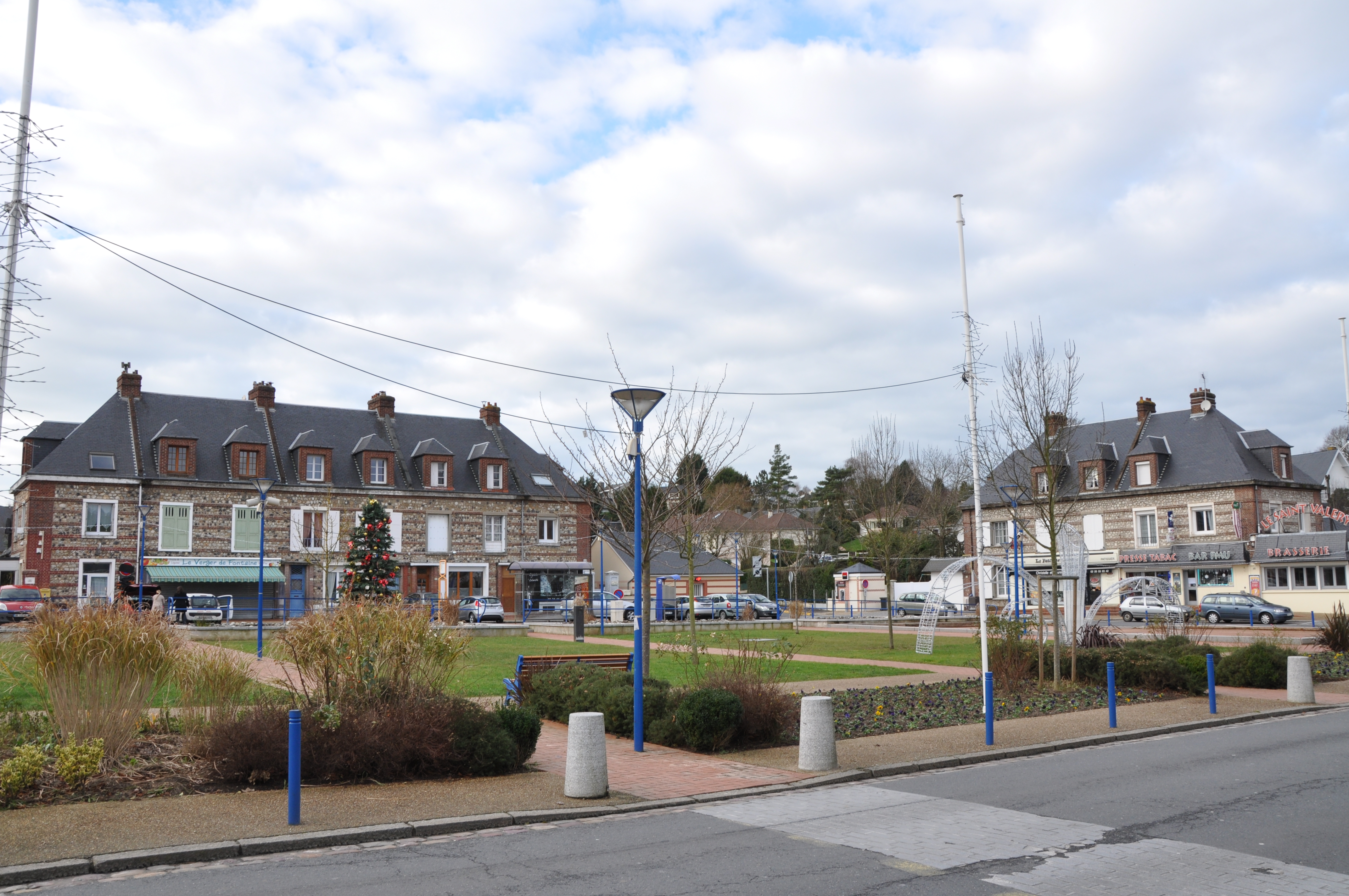
La place Saint-Valéry.

### Typologie
Au 1er janvier 2024, Fontaine-la-Mallet est catégorisée ceinture urbaine, selon la nouvelle grille communale de densité à sept niveaux définie par l'Insee en 2022.
Elle appartient à l'unité urbaine du Havre, une agglomération intra-départementale regroupant 18  communes, dont elle est une commune de la banlieue,,. Par ailleurs la commune fait partie de l'aire d'attraction du Havre, dont elle est une commune de la couronne,. Cette aire, qui regroupe 116 communes, est catégorisée dans les aires de 200 000 à moins de 700 000 habitants,.

### Occupation des sols

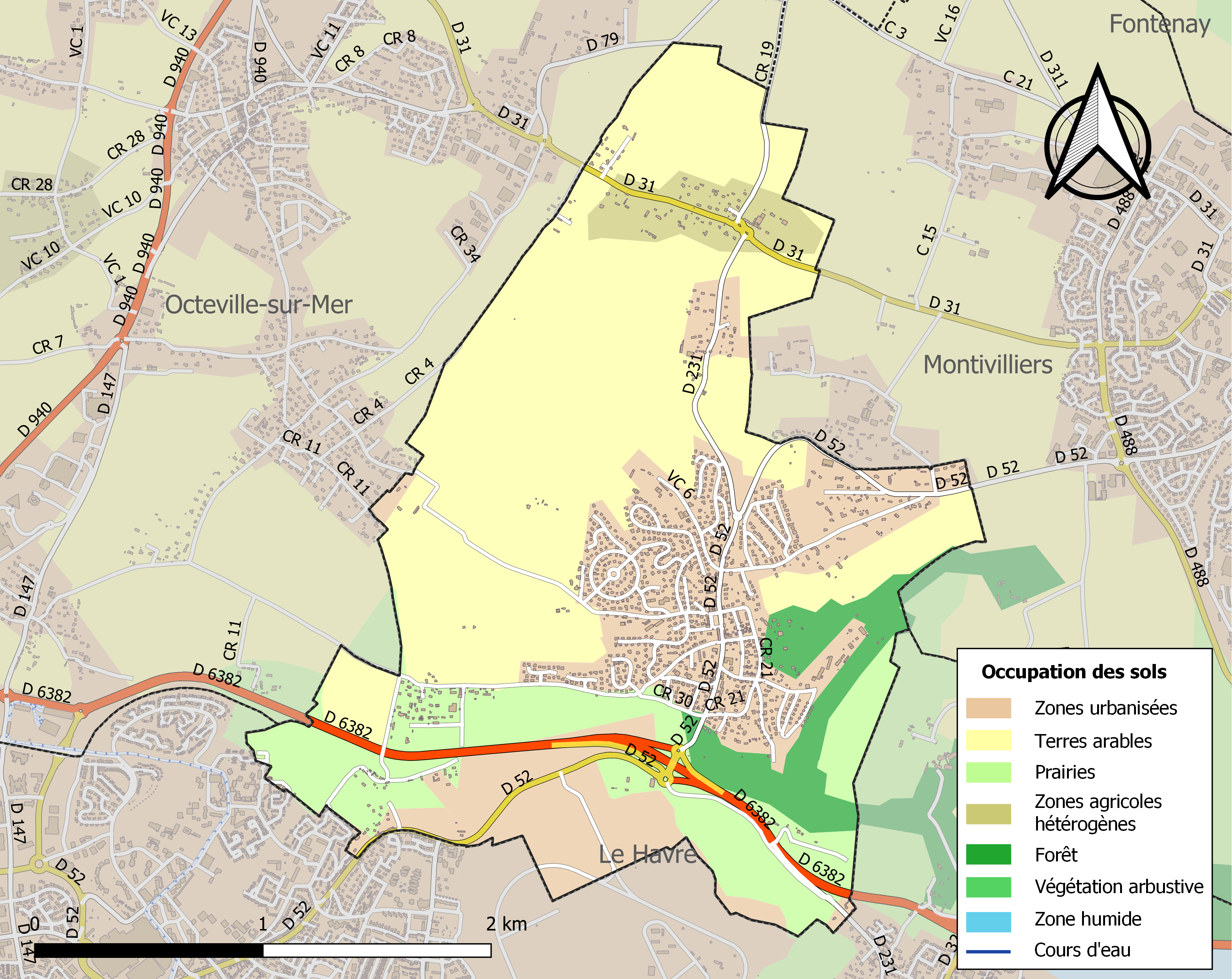
Carte des infrastructures et de l'occupation des sols de la commune en 2018 (CLC).

L'occupation des sols de la commune, telle qu'elle ressort de la base de données européenne d’occupation biophysique des sols Corine Land Cover (CLC), est marquée par l'importance des territoires agricoles (64,5 % en 2018), une proportion sensiblement équivalente à celle de 1990 (64,8 %). La répartition détaillée en 2018 est la suivante : 
terres arables (44,2 %), zones urbanisées (21,8 %), prairies (16,4 %), espaces verts artificialisés, non agricoles (8,1 %), forêts (5,6 %), zones agricoles hétérogènes (4 %). L'évolution de l’occupation des sols de la commune et de ses infrastructures peut être observée sur les différentes représentations cartographiques du territoire : la carte de Cassini (XVIIIe siècle), la carte d'état-major (1820-1866) et les cartes ou photos aériennes de l'IGN pour la période actuelle (1950 à aujourd'hui).

### Lieux-dits, hameaux et écarts
Autour du centre-ville sont disposés les hameaux de la Fontaine aux Cailloux, la Colline et de la Claire Fontaine, du Calvaire, du Moulin, des Jardinets, des Monts trottins, d’Emfrayette et de Fèvretot.

### Habitat et logement
En 2020, le nombre total de logements dans la commune était de 1 169, alors qu'il était de 1 148 en 2015 et de 1 106 en 2010.
Parmi ces logements, 95,4 % étaient des résidences principales, 0,7 % des résidences secondaires et 3,9 % des logements vacants. Ces logements étaient pour 91 % d'entre eux des maisons individuelles et pour 9 % des appartements.
Le tableau ci-dessous présente la typologie des logements à Fontaine-la-Mallet en 2020 en comparaison avec celle de la Seine-Maritime et de la France entière. Une caractéristique marquante du parc de logements est ainsi une proportion de résidences secondaires et logements occasionnels (0,7 %) inférieure à celle du département (4,1 %) et  à celle de la France entière (9,7 %). Concernant le statut d'occupation de ces logements, 85,6 % des habitants de la commune sont propriétaires de leur logement (84,1 % en 2015), contre 53 % pour la Seine-Maritime et 57,5 pour la France entière.
| Typologie                                               | Fontaine-la-Mallet | Seine-Maritime | France entière |
| ------------------------------------------------------- | ------------------ | -------------- | -------------- |
| Résidences principales (en %)                           | 95,4               | 87,9           | 82,1           |
| Résidences secondaires et logements occasionnels (en %) | 0,7                | 4,1            | 9,7            |
| Logements vacants (en %)                                | 3,9                | 8,1            | 8,2            |

## Toponymie
La première mention écrite du village date du XIe siècle. En effet, une abbesse de Montivilliers achète 100 acres de terre pour en employer les revenus à la construction de son église abbatiale de sainte Marie : « in villâ que dicitur Fontenes ad opus ecclesiae Sancta Mariae », attesté sous la forme de Fontibus au XIIe siècle. Dans un registre du secrétariat de l’archevêché de Rouen, datant de 1479-1480, on peut lire « Parochia de Fontibus la mallet »[réf. nécessaire]
Fontenes ou fontes qui signifie en latin « fontaine » ou « source » est à l’origine de l’appellation de cette commune, ce qui paraît plausible car de nombreuses sources émergent du sol. Fontaine-la-Mallet se trouve à la source d'un affluent de la Lézarde.
Le qualificatif la-Mallet est emprunté à la famille Mallet de Graville, propriétaire de la « terre de Crasville » au XIVe siècle : Guillaume Malet donne aux religieux du prieuré de Graville sainte Honorine le patronage de certaines églises dont celle de Saint-Valery-de-Fontaine.

## Histoire

### Moyen Âge
Saint Valery, au début du VIIe siècle aurait baptisé des villageois convertis.[réf. nécessaire]

### Révolution française et Empire
L’église paroissiale se dénomme Saint Valery–les–Sources, selon un arrêté déclaré sous la Terreur[réf. nécessaire]

### Époque contemporaine

Cartes postales anciennes du village avant sa destruction en 1944
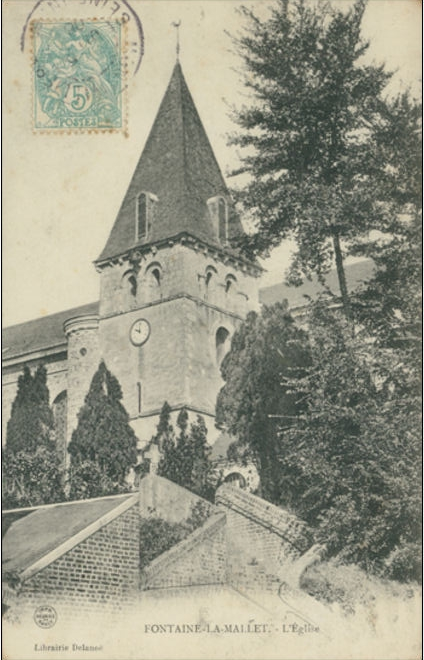
Carte postale l'ancienne église vers 1910 détruite en 1944.
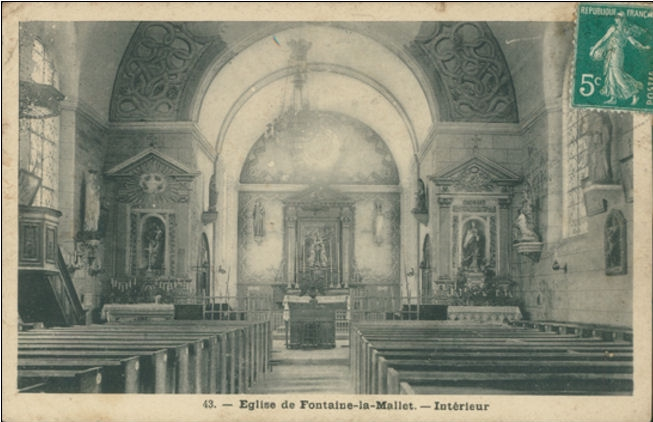
Carte postale de l’intérieur de l'ancienne église vers 1910.
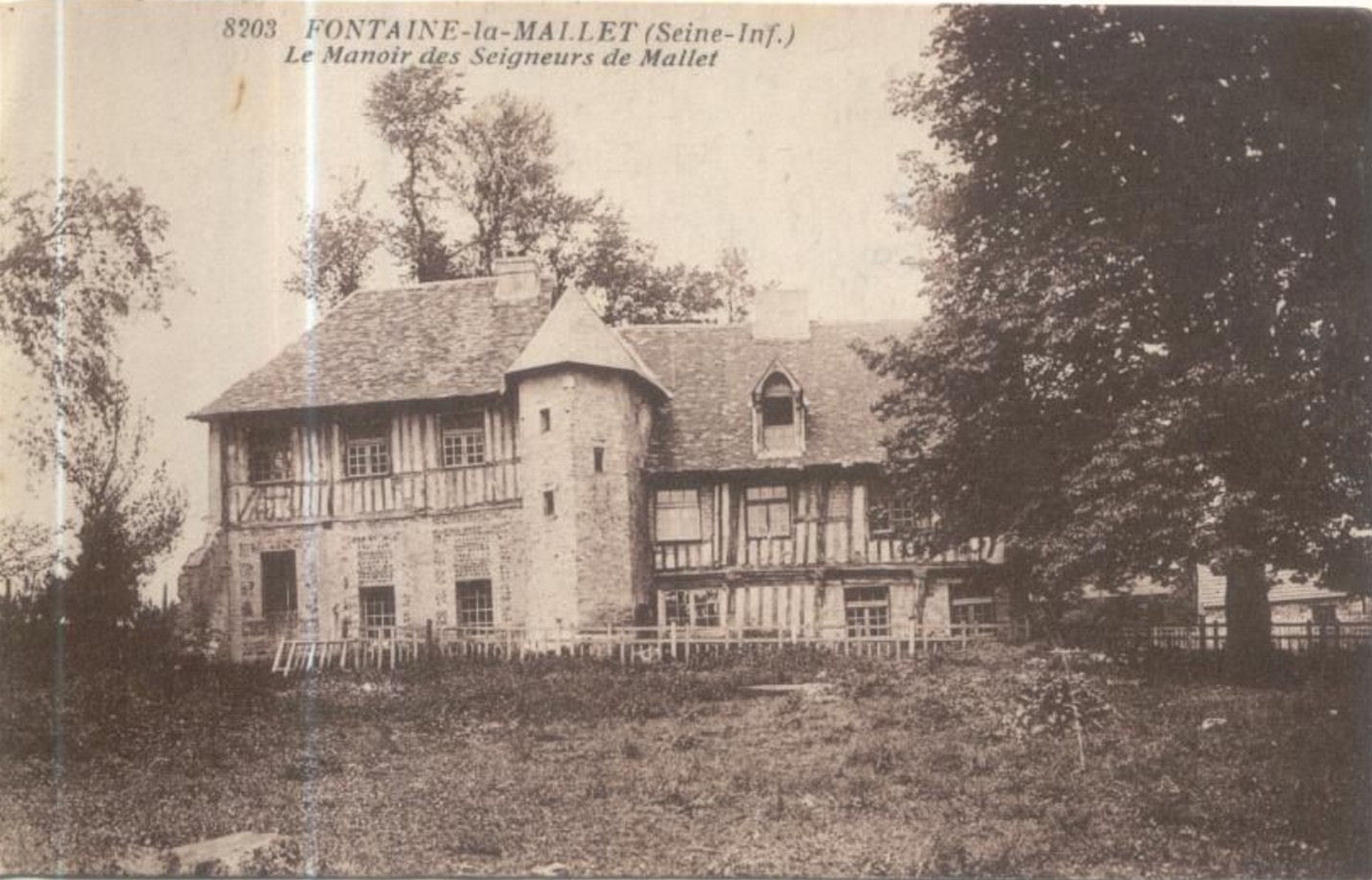
Carte postale du manoir des seigneurs de Mallet, détruit en 1944.
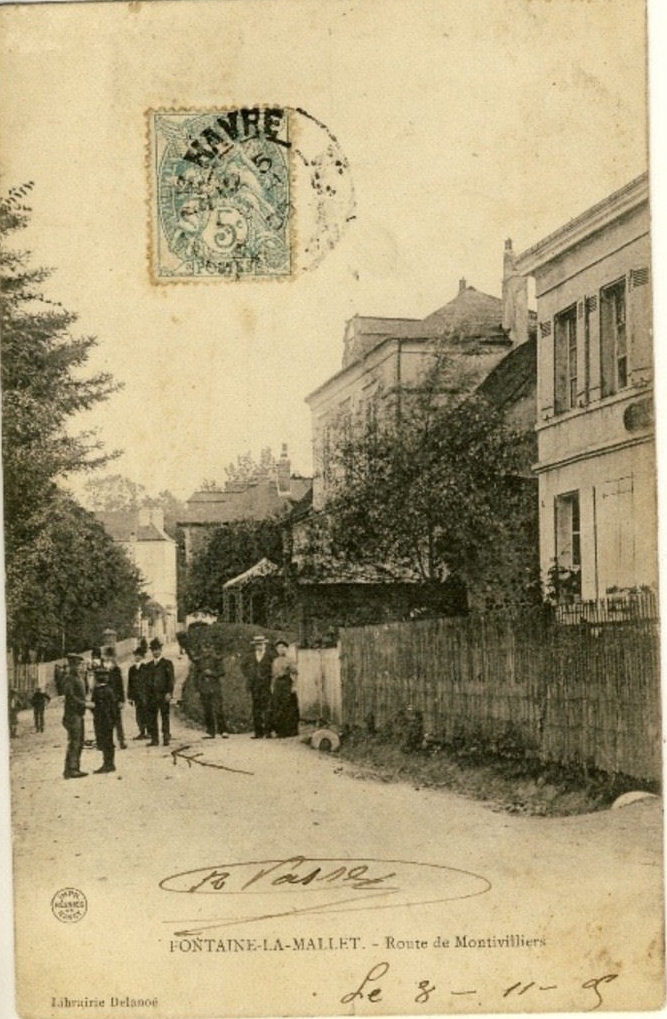
Une rue du village vers 1910.
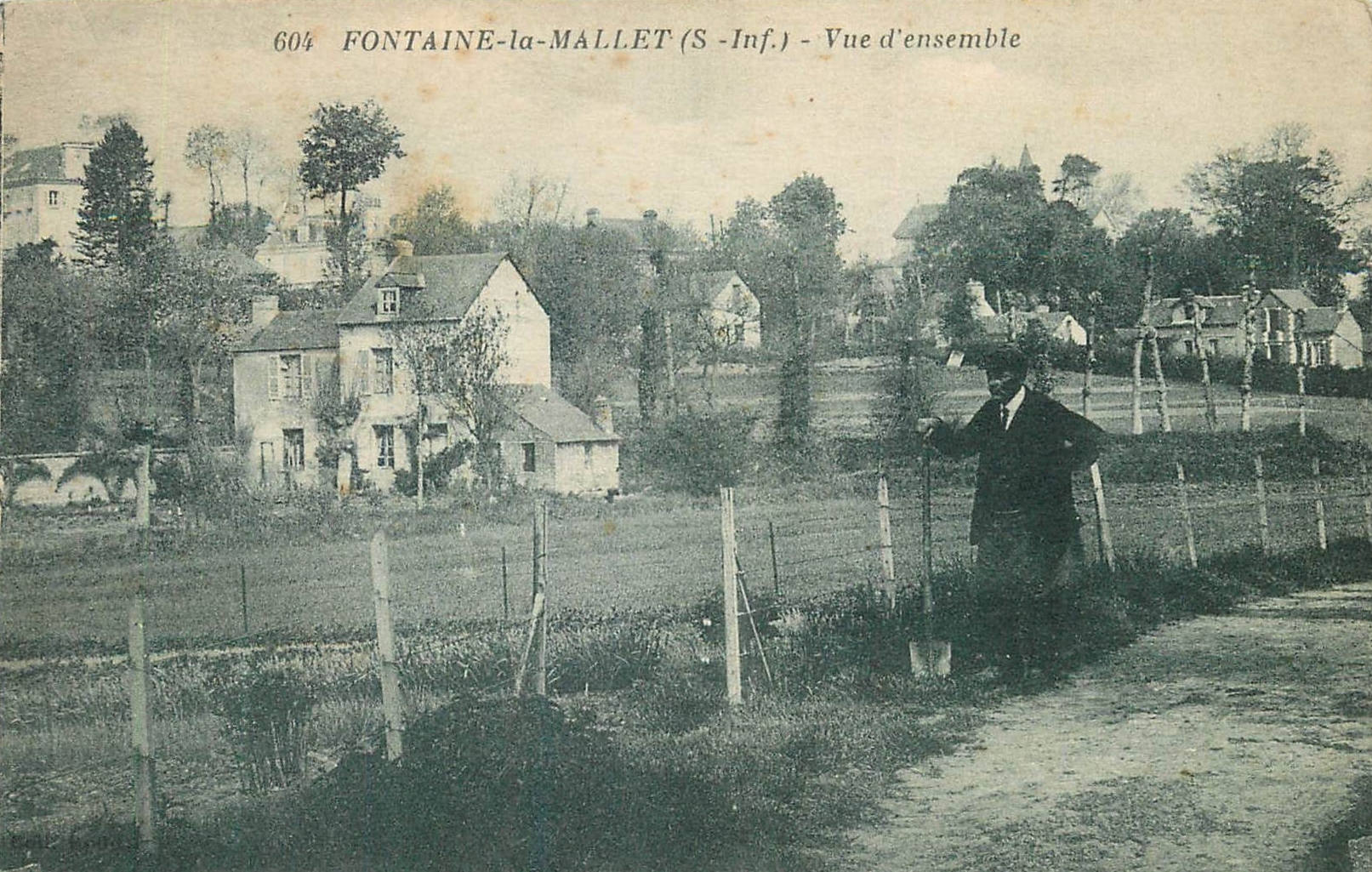
Vue du village vers 1910.

Lors des combats de la Libération de la France, la ville est anéantie par les bombardements de septembre 1944
Elle est reconstruite dans les années 1960.

## Politique et administration

### Rattachements administratifs et électoraux

#### Rattachements administratifs
La commune se trouve  dans l'arrondissement du Havre du département de la Seine-Maritime.
Elle faisait partie depuis 1793 du canton de Montivilliers. Dans le cadre du redécoupage cantonal de 2014 en France, cette circonscription administrative territoriale a disparu, et le canton n'est plus qu'une circonscription électorale.

#### Rattachements électoraux
Pour les élections départementales, la commune fait partie depuis 2014 du canton d'Octeville-sur-Mer
Pour l'élection des députés, elle fait partie de la septième circonscription de la Seine-Maritime.

### Intercommunalité
Fontaine-la-Mallet était membre de la communauté d'agglomération dénommée communauté de l'agglomération havraise, un établissement public de coopération intercommunale (EPCI) à fiscalité propre créé en 2001 et auquel la commune avait transféré un certain nombre de ses compétences, dans les conditions déterminées par le code général des collectivités territoriales.
Dans le cadre des dispositions de la loi portant nouvelle organisation territoriale de la République du 7 août 2015, qui prévoit que les établissements publics de coopération intercommunale (EPCI) à fiscalité propre doivent avoir un minimum de 15 000 habitants, cette intercommunalité a fusionné avec ses voisines pour former, le 1er janvier 2017, la communauté urbaine dénommée Le Havre Seine Métropole, dont est désormais membre la commune.
Il ne s'agit pas d'une métropole (intercommunalité française) au sens institutionnel du terme.

### Liste des maires
| Période                                  | Période                    | Identité           | Étiquette | Qualité |
| ---------------------------------------- | -------------------------- | ------------------ | --------- | --- |
| Les données manquantes sont à compléter. |                            |                    |           | |
|                                          |                            |                    |           | |
| avant 1981                               |                            | Jean Ferbourg      | PS        | |
|                                          |                            |                    |           | |
| 1995                                     | mars 2001                  | Roger Leroy        | SE        | |
| mars 2001                                | février 2005               | Gérard Queguiner   | SE        | Démissionnaire |
| février 2005                             | mars 2008                  | André Barlahan     | SE        | |
| mars 2008                                | En cours (au 29 juin 2023) | Jean-Louis Maurice | DVD       | Cadre du secteur privé Vice-président de la CODAH (2014 → 2018) Vice-président de la CU Le Havre Seine Métropole (2019 → ) Réélu pour le mandat 2020-2026, |

## Population et société

### Démographie
L'évolution du nombre d'habitants est connue à travers les recensements de la population effectués dans la commune depuis 1793. Pour les communes de moins de 10 000 habitants, une enquête de recensement portant sur toute la population est réalisée tous les cinq ans, les populations de référence des années intermédiaires étant quant à elles estimées par interpolation ou extrapolation. Pour la commune, le premier recensement exhaustif entrant dans le cadre du nouveau dispositif a été réalisé en 2005.

En 2022, la commune comptait 2 713 habitants, en évolution de +2,84 % par rapport à 2016 (Seine-Maritime : +0,35 %, France hors Mayotte : +2,11 %).
| 1793 | 1800 | 1806 | 1821 | 1831 | 1836 | 1841 | 1846 | 1851 |
| ---- | ---- | ---- | ---- | ---- | ---- | ---- | ---- | ---- |
| 664  | 675  | 729  | 722  | 611  | 543  | 603  | 620  | 616  |

| 1856 | 1861 | 1866 | 1872 | 1876 | 1881 | 1886 | 1891 | 1896 |
| ---- | ---- | ---- | ---- | ---- | ---- | ---- | ---- | ---- |
| 643  | 650  | 626  | 564  | 609  | 668  | 685  | 682  | 660  |

| 1901 | 1906 | 1911 | 1921 | 1926 | 1931 | 1936 | 1946 | 1954 |
| ---- | ---- | ---- | ---- | ---- | ---- | ---- | ---- | ---- |
| 609  | 611  | 617  | 601  | 650  | 594  | 608  | 384  | 993  |

| 1962 | 1968 | 1975  | 1982  | 1990  | 1999  | 2005  | 2006  | 2010  |
| ---- | ---- | ----- | ----- | ----- | ----- | ----- | ----- | ----- |
| 862  | 922  | 1 503 | 2 446 | 2 482 | 2 544 | 2 724 | 2 723 | 2 692 |

| 2015  | 2020  | 2022  | - | - | - | - | - | - |
| ----- | ----- | ----- | - | - | - | - | - | - |
| 2 649 | 2 637 | 2 713 | - | - | - | - | - | - |

## Culture locale et patrimoine

### Lieux et monuments

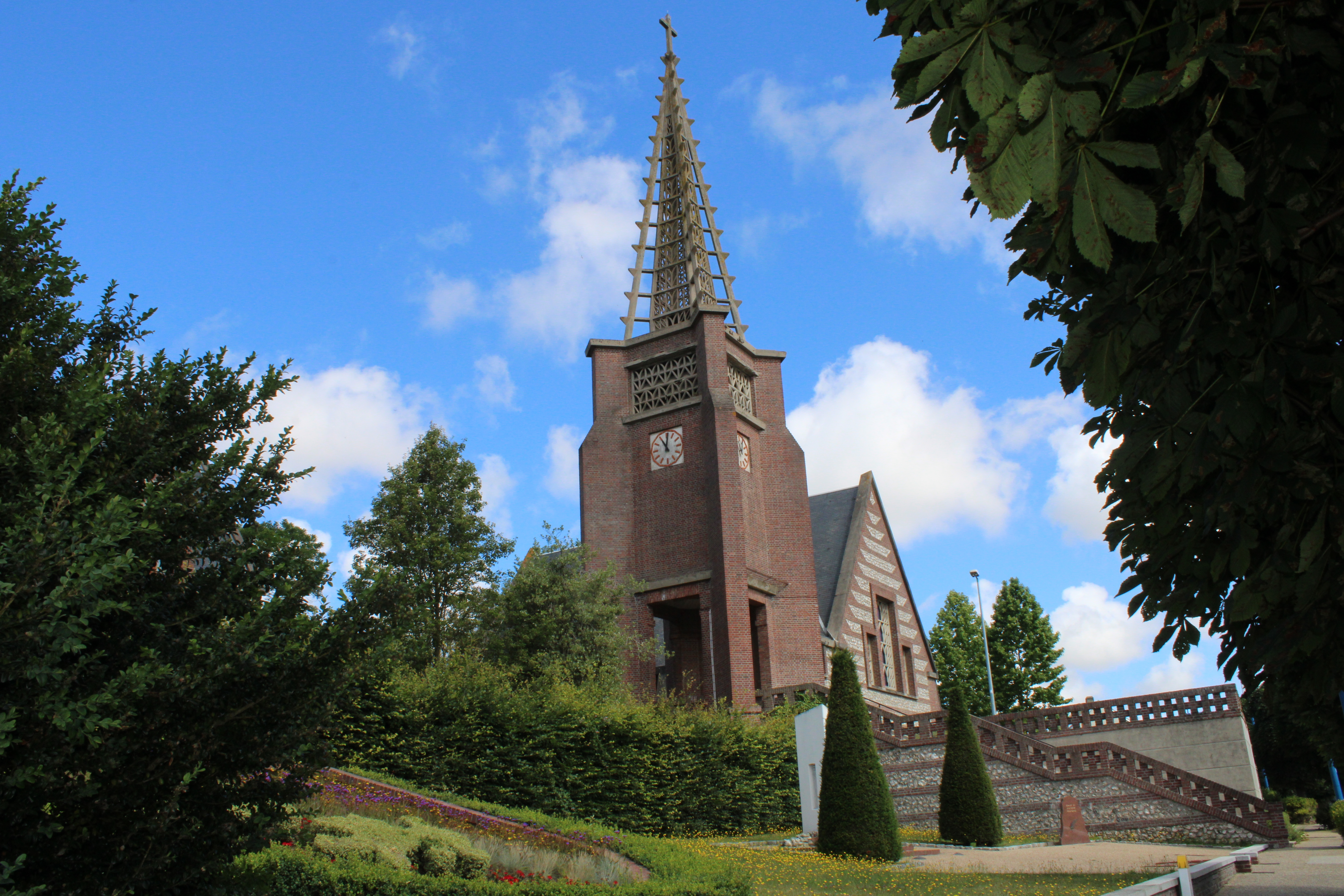
L'église Saint-Valéry.

- Église Saint-Valery, reconstruite de 1954 à 1957[26], architecte : Serge Zoppi[27] ;
- Batterie d'artillerie de Fèvretot ;
- Batterie d'artillerie des Monts-Trottins ;
- Manoir d'Emfrayette ;
- Manoir de Fontaine-la-Mallet.

### Personnalités liées à la commune
- Raimond Lecourt (1882-1946), peintre, mort à Fontaine-la-Mallet.

### Héraldique
| Blason de Fontaine-la-Mallet | Blason  | Tranché au 1) d’or aux trois fermaux de gueules, au 2) de gueules aux deux léopards d’or passants l’un sur l’autre ; à la bande ondée d'azur chargée d’épis d’or en pointe brochant sur la partition.                              |
| Blason de Fontaine-la-Mallet | Détails | Le blason intègre celui des Seigneurs de Malet de Graville. Les deux léopards d'or sur champ de gueules rappellent les armes de la Normandie. Le blason de la ville a été dessiné par M. Jacques Pilon et a été homologué en 1985, |

## Pour approfondir